# Михаило Љ. Јовановић
Михаило Љ. Јовановић (Београд, 10. јануар 1877 — Београд 23. март 1939) био је српски генерал. Јовановић је био учесник Балканских ратова и Првог светског рата, дивизијски генерал, војни изасланик у Италији, командант дивизијске области (Савске) и помоћник начелника Главног ђенералштаба.

## Биографија
Михајло Љ.Јовановић, рођен је 10. јанура 1877. године у Београду. Основну и средњу школу завршава у Београду. Након завршене средње школе уписује војну академију 1893. године. Потиче иѕ официрске породице.

## Живот и дело
У Војну академију ступио је 1893. године. По завршетку војне академије произведен је у чин артиљеријског потпоручника 1896. године. Са чином капетана придружио се официрима који су сковали заверу против краља Александра Обреновића.
У чин пуковника унапређен је 1915. године, а у чин ђенерала 1923. године.
Обављао је дужности командира вода, батерије, ађутанта начелника Главног ђенералштаба, комамдира чете у пешадији, помоћника и начелника Ђенералштаба дивизијске области (Моравске и Тимочке).
Од 1910. до 1914. године био је ађитант краља Петра, професорски помоћник и професор у Војној академији (Историја ратне вештине и Тактика). од 1913. до 1914. године био је начелник Ђенералштаба дивизијске области (Дунавске) и шеф ђенералштабног одсека Општевојног одељења Министартва војног.

## Први светски рат
У рату 1914-1918. године био је шеф ђенералштабног одељења Министарства војног, помоћник начелника Штаба 1. армије, начелник Ђенералштаба Шумадијске дивизије 1. позива и начелник Штаба 2. и 3. армије.
За своју дугу и савесну службу одликован је бројним високим домаћим и страним одликовањима.
Објавио је више чланака у „Ратнику“.

## Породичне прилике
Отац официр, ожењен Даницом, кћерком Владислава Павловића, инжењера Министарства народне привреде, кћерка Марија, удата за коњ.кап.I кл. Николу Н. Милићевића.

## Одликовања
- Краљевски Орден Карађорђеве звезде IV реда
- Краљевски Орден Карађорђеве звезде III реда
- Орден Белог Орла IV реда
- Орден Белог Орла III реда